# 鶴濤路駅
座標: 北緯31度4分29.44秒 東経121度34分54.23秒 / 北緯31.0748444度 東経121.5817306度
鶴濤路駅（かくとうろえき）は中華人民共和国上海市浦東新区航頭鎮、鶴濤路と滬南公路の交差点にある上海軌道交通18号線の駅で、2020年12月26日に開通した。

## 駅構造
島式ホーム1面2線の地下駅で、出口は4箇所ある。

## 駅出口
- 1号出口 - 滬南公路
- 2号出口 - 滬南公路、鶴濤路
- 3号出口 - 滬南公路
- 4号出口 - 滬南公路

## 隣の駅
上海軌道交通
 18号線
沈梅路駅 - 鶴濤路駅 - 下沙駅